# 林伯桐
林伯桐（1773年—1844年），字桐君，号月亭。番禺（今广东广州市）人，清朝医学家。

## 生平
世代以医为业。乾隆三十九年（1773年）出生，嘉慶六年（1801年）舉人，試禮部不第，遂以教授為業。事親至孝，道光六年（1826年），應試歸來，父已歿，遂不再上公車。生平好考據，“不作矫激之论，不作迂阔之谈，实事求是”，開創有月亭學派。清宣宗道光二十四年（1844年）三月，任德慶州學正，是年十一月，卒於任上。著有《毛诗通考》30卷、《毛诗识小》30卷、《史记蠡测》1卷、《供冀小言》2卷、《古谚笺》11卷、《冠婚丧祭仪孝》12卷、《公车见闻录》4卷、《修本堂稿》4卷、《月亭诗抄》2卷等。